# Orinocosa paraguensis
Orinocosa paraguensis là một loài nhện trong họ Lycosidae.
Loài này thuộc chi Orinocosa. Orinocosa paraguensis được Willis J. Gertsch & Alfred Russel Wallace miêu tả năm 1937.